# Ourapteryx cuspidaria
Ourapteryx cuspidaria är en fjärilsart som beskrevs av Bird 1909. Ourapteryx cuspidaria ingår i släktet Ourapteryx och familjen mätare. Inga underarter finns listade i Catalogue of Life.